# میرک‌وود
میرک وود (به انگلیسی: Mirkwood) که به زبان فارسی به معنای سیاه بیشه است، قلمرو الف‌های جنگلی سیلوان و گروهی از سیندار بود که پس از نابودی بلریاند به آنجا آمدند. این جنگ در شمال غرب رووانیون واقع شده و به کوهستان خاکستری نزدیک است. اما سیاه بیشه بمعنای خاص، قسمت شمالی این جنگل است که تحت کنترل دو پادشاه الف، اوروفر و پسرش تراندوئیل بود. این سرزمین تا قبل از ظهور دوباره سائورون در دول گولدور، گرین وود یا سبزبیشه نامیده می‌شد.

## میرک وود در دوران دوم
این پادشاهی در دوران دوم توسط اوروفر که الفی سیندار و از اهالی دوریات بود تأسیس شد. او که همانند بسیاری از خویشانش، به خاطر غارت دوریات توسط دورف‌ها از آن‌ها کینه به دل گرفته بود، به زعم خودش برای دوری کردن از دورف‌های موریا که بزرگترین پادشاهی دورفی در طول تاریخ سرزمین میانه بود اینکار را کرد و گروهی از مردمش و الف‌های ناندور یا سیلوان را با خود به شمال جنگل برد.
در طی سال ۳۴۳۱ دوران دوم که گیل-گالاد شاه برین نولدور در حال شکل دادن اتحادی بزرگ برای منهدم کردن قدرت سائورون در موردور بود، او که از دست نولدور که باعث ویرانی دوریات شدند عصبانی بود، نمی‌خواست تحت فرمان پادشاه الف‌ها باشد. از این روی سپاهی بزرگ جمع کرد و به همراه گروهی از الف‌های لوتلورین که با او هم رأی بودند، به موردور حمله کرد، اما سپاهی از لوتلورین که با او متحد شده بود به داگورلد رانده و در همان‌جا نابود شد. خود اوروفر هم در نزدیک‌های اودون توسط اورک‌ها کشته شد. تلفات سپاهیان اوروفر که سلاح و تجهیزات مناسبی نسبت به نولدور در غرب نداشتند، بقدری زیاد بود که هنگامی که پسرش تراندویل باقی‌مانده قوا را گرد آورد و به گیل-گالاد پیوست و پس از آن سائورون مغلوب شد، هنگامی که به قلمرو اش، سبز بیشه برمی گشت سپاه او به زحمت، یک سوم ارتش اولیه اوروفر می‌شد.

## میرک وود در دوران سوم
از این سرزمین تا سال ۲۹۴۱ دوران سوم که در نزدیکی اش نبرد پنج سپاه در گرفت و تراندویل هم به همراه دورف‌ها و آدم‌های اسگاروث دریک جبهه علیه اورک‌ها جنگید هیچ ذکری نشده‌است. تاسال۱۰۵۰ دوران سوم هنوز اسم این جنگل سبزبیشه بود و مکانی بود خوش آب و هوا و دلنشین که پرندگان خوش آواز در زیر درختان آن می‌خواندند، اما پس از قیام سائورون در دول گولدور، اسم آنجا به سیاه بیشه عوض شد و نام جدیدی هم به آن دادند:تائور-ان-دایده لوس (جنگل سایه‌های شبانه). پس از آن این جنگل به تسخیر موجودات سائورون از جمله عنکبوت‌ها درآمد؛ تنها آن قسمت از سیاه بیشه که تراندویل در آن حکومت می‌کرد از پلیدی مصون ماند.
در سال ۲۹۴۱ دوران سوم ،تورین سپربلوط که به پیشنهاد گندالف، ۱۳ دورف به علاوه یک هابیت به نام بیلبو بگینز را گرد آورده بود، به همراه گروهش برای کوتاه کردن مسیرشان به اره بور، از کوره راه جنگی در سیاه بیشه خارج شدند و در دام سایه‌های شبانه آن گرفتار شدند تا اینکه وارد قلمرو الف‌ها و بدست آنان اسیرشدند به غیر از بیلبو بگینز که حلقه یگانه را داشت و با آن از چشم الف‌ها پنهان شد. رفتار شاه الف‌ها با تورین سپربلوط و شرکا طوری بود که باعث عصبانیت تورین شد و از مأموریتش به تراندویل چیزی نگفت. پس از مدتی، دورف‌ها به کمک بیلبو بگینز از زندان‌های شاه فرار کردند و از طریق بشکه‌های شراب که از دوروینیون می‌آمد و نوشیدنی مخصوص شاه بود فرار کردند و سرانجام به اره بور رسیدند.
تراندویل پس از شنیدن خبر کشته شدن اسماگ و حضور دورف‌ها در اره بور، سپاهی شامل ۱۰۰۰ نیزه دار و چندصد کمان‌دار را به سمت اره بور حرکت داد ولی برای مدتی بخاطر ویران شدن اسگاروث بدست اسماگ و به خاطر خواهش و تمنای بارد کماندار راهش را به شهر دریاچه کج کرد و به مردم آن ناحیه کمک کرد. پس از انجام این مهم سپاه آدم‌های شهر دریاچه والف‌های تراندویل به اره بور رفتند و از تورین سپربلوط خواستند که به عهدی که به آدم‌های دریاچه داده بود وفا کند اما تورین سپربلوط به سبب دیدن ارتش تراندویل از پذیرفتن این خواسته سرباز زد و آدم‌ها والف‌ها هم در جواب او کوه را به مدت ۱۰ روز محاصره کردند. تا این که این که بیلبو بگینز، جواهر پادشاه گوهر آرکن را به پادشاه الف داد و عنوان افتخاری یاور الف را گرفت. هرچند چیزی نمانده بود که تورین سپربلوط او را به خاطر این کار بکشد. این محاصره در روز آخر با رسیدن داین آهنین پا به نزدیک کوه به اتمام رسید اما ناگهان سر و کله اورک‌ها و گرگ‌ها از شمال پیدا شد و نبرد پنج سپاه با اتحاد دورف‌ها و الف‌ها و آدم‌ها آغاز شد.

## نبرد پنج سپاه
هنگامی که تورین سپربلوط و شرکا از ریوندل عازم اره بور بودند در کوه‌های مه آلود به اسارت گابلین بزرگ درآمدند اما بوسیله گندالف نجات پیدا کردند و گندالف گابلین کبیر را از پای درآورد. پس از این واقعه، اورک‌ها و گابلین‌ها که از دورف‌ها خشمگین شده بودند در صدد انتقام گرفتن برآمدند و منتظر فرصت بودند تا تورین سپربلوط و شرکایش را در فرصتی مناسب بکشند. با شنیدن خبر مرگ اسماگ خوشحال شدند و در مغاره هایشان در شرق ریوندل و کوه گونداباد شروع به گرد آوری سپاه و تجهیز آنان با اسلحه کردند. سپس از کوه گونداباد راه افتادند و به دورف‌های تپه‌های آهن که قصد شکستن محاصره اره بور را داشتند و همین‌طور آدم‌ها و الف‌های میرک وود حمله کردند. جنگ داشت به ضرر قوای متحد دورف‌ها، الف‌ها و آدم‌ها پیش می‌رفت که ناگهان تورین سپربلوط از اره بور بیرون آمد و وارد درگیری شد و در همان‌جا بوسیله اورک‌ها کشته شد. پس از او عقاب‌ها از راه رسیدند و سپس آدم دگرگون کننده‌ای به نام بئورن، پیکر تورین سپربلوط را از نبرد بیرون برد و سپس فرمانده ارتش اورک‌ها بولگ پسر آزوگ حرمت شکن را کشت. تورین سپربلوط از دنیا رفت و پادشاه الف‌ها شمشیرش اورک ریست را که در اسارت از او گرفته بود، روی گورش نهاد که باعث می‌شد دورف‌ها از غافلگیر شدن توسط دشمنان در امان بمانند.

## پس از نبرد پنج سپاه
بعد از آنکه در همان سال(۲۹۴۱) نبرد پنج سپاه درگرفت، سائورون از دول گولدور به خاطر حمله شورای سفید بیرون رانده شد و جنگل برای مدتی رنگ آرامش و امنیت را به خود دید. با این حال با تسخیر دوباره دول گولدور توسط یکی از نزگول سائورون، خامول در سال (۲۹۵۱)، این جنگل دوباره تبدیل به مکانی نا امن برای تمامی ساکنان آن و سرزمینهای اطراف شد.

## در دوران جنگ حلقه
در سال ۳۰۱۹ دوران سوم، ارتش دول گولدور دو بار یورش ناموفق به لوتلورین داشت. در اولین یورش اورک‌ها که مرز لوتلورین را دور زده و وارد ولد روهان شده بودند، بوسیله انت‌های فنگورن نابود شدند. همزمان با دومین یورش، ارتشی دیگر از دول گولدور با تراندوئیل در زیر سیاه بیشه وارد نبرد شد. نبرد زیر درختان نبردی طولانی بود و باعث آتش‌سوزی‌های بسیار بزرگی در طول جنگ شد اما سرانجام تراندوئیل پیروز میدان بیرون آمد. پس از نابودی حلقه بوسیله فرودو، کله بورن فرمانروای لوتلورین به همراه همسرش گالادریل و با کمک تراندویل، دول گولدور را ویران کرد. پس از آن کله بورن و تراندوئیل نام جدیدی به این جنگل دادند:ارین لاسگالن (بمعنای جنگل برگ‌های سبز) و بدین ترتیب جنگل تبدیل به همان سبزبیشه قدیمی شد.